# Mészáros István (lelkész)
Dr. Mészáros István (Pácin, 1929. április 3. – Miskolc, 2007. február 14.) református lelkész, a Tiszáninneni református egyházkerület püspöke 1990-től 2002-ig.

## Életpályája
Mészáros István Zemplén megyében született földművelő családban. A gimnáziumot Sárospatakon, a Református Kollégiumban végezte, ahol 1947-ben érettségizett. A teológiát Sárospatakon és Debrecenben végezte. Az első lelkészképesítő vizsgát 1952. november 20-án, a másodikat 1953. október 5-én tette le. 1952. július 1-jén Nagyrozvágyra került, és több gyülekezetben végzett segédlelkészi szolgálatot (Mád, Újfehértó, Debrecen, Abaújvár-Pányok). 1956 és 1984 között a Borsod megyei Kisgyőr lelkipásztora volt, majd 1984. július 16-án a Miskolc–avasi gyülekezet lelkipásztorává választották, ezt a tisztségét 2003-as nyugdíjba vonulásáig töltötte be. Miskolc városa 2002-ben díszpolgári címet adományozott számára (Kisgyőrnek is díszpolgára).
1978-ban rendszeres teológiai tárgyból summa cum laude minősítéssel doktori fokozatot szerzett Debrecenben, 1982/83-ban az Amerikai Egyesült Államokban a Princetoni Egyetem ösztöndíjasa volt. A Tiszáninneni Református Egyházkerület 1978-ban főjegyzővé, 1990-ben püspökké választotta. Ez utóbbi tisztséget 2002-ig töltötte be. A Sárospataki Teológiai Akadémián 1991 és 2003 között tanszékvezető tanár volt.

## Családja
Felesége Bernáth Klára lelkipásztor, gyermekeik: Klára, Zsuzsanna és István mindhárman lelkipásztorok.

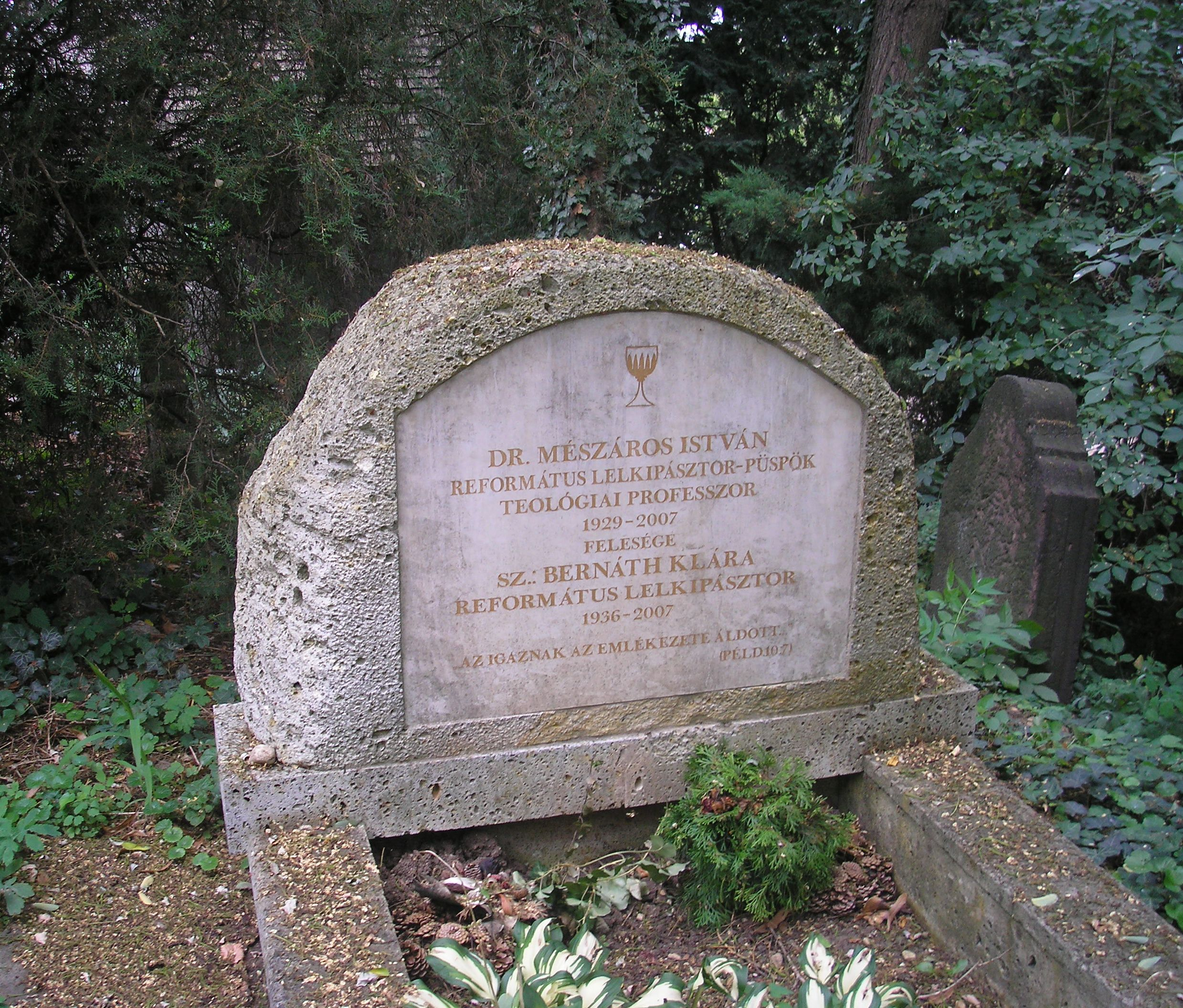
Mészáros István püspök és neje Bernáth Klára sírja, a miskolci Avasi temetőben